# Bromus berteroanus
Bromus berteroanus är en gräsart som beskrevs av Luigi Aloysius Colla. Bromus berteroanus ingår i släktet lostor, och familjen gräs. Inga underarter finns listade i Catalogue of Life.

## Bildgalleri

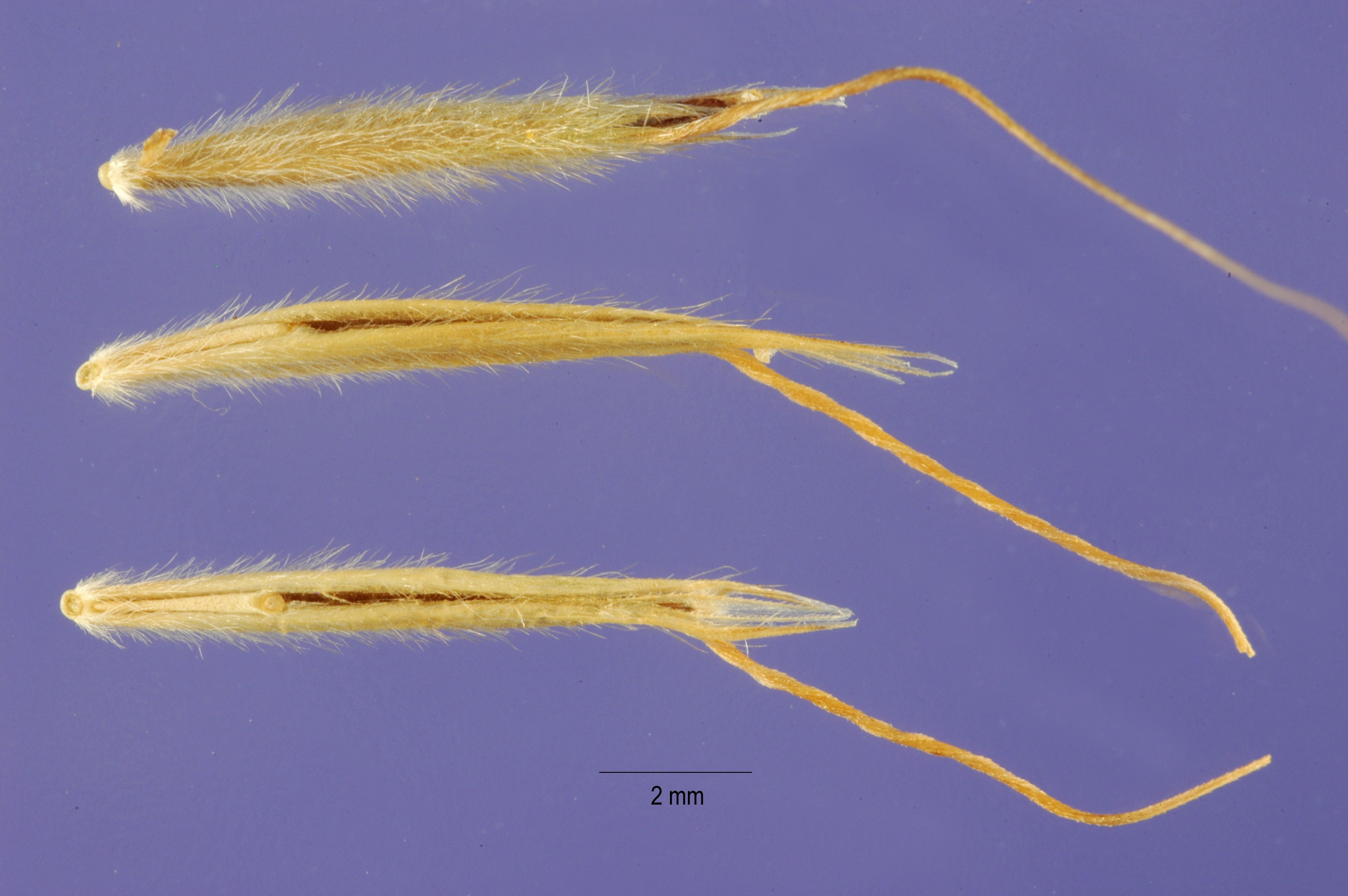